# Kalksteinbruch am Flimmerberg
Der Kalksteinbruch am Flimmerberg ist ein Naturschutzgebiet in Vellern im Kreis Warendorf. Er umfasst ca. 6 ha und befindet sich südöstlich von Vellern in der Bauerschaft Höckelmer. Südlich des Gebiets verläuft die Landesstraße L586, westlich die Kreisstraße K23. Benannt ist das Naturschutzgebiet nach dem nahe gelegenen 161 m hohen Flimmerberg.
Gemeinsam mit dem Vellerner Brook und Lauhoffs Bach wurde der ehemalige Kalksteinbruch im Jahr 1995 unter Schutz gestellt. Schützenswert ist er unter anderem wegen seiner Rolle als Lebensraum für „Röhricht- und Sumpfpflanzen, Wasservögel, Libellen und Amphibien“.